# 北相木村
北相木村（きたあいきむら）は、長野県南佐久郡の村の一つ。群馬県上野村との境に位置する村である。

## 地理
北相木村は面積の約9割が山林であり、その谷間を流れる相木川に沿って集落を形成している。
- 山 - 御座山、大通嶺、四方原山、新三郎、ぶどう岳
- 川 - 相木川、加和志沢、栂峠川、寄沢川、横屋沢川、山木川、うだの沢川、深沢川、大やち川、下木沢川
- 湖沼 - 加和志湖（砂防堰堤による人造湖）

## 歴史
- 1565年（永禄8年） - 信濃国佐久郡相木村が南北の区域に分割して、北相木村が発足する。
- 1879年（明治12年）1月4日 - 郡区町村編制法の施行により南佐久郡の所属となる。
- 1985年（昭和60年）8月12日 - 日本航空123便墜落事故が発生（発生場所は群馬県上野村）[1][注釈 1]。翌8月13日に北相木村小学校に陸上自衛隊と航空自衛隊の前進指揮所が設置される[1]。
- 1889年（明治22年）4月1日 - 町村制の施行により、北相木村の区域をもって、北相木村が発足する。
- 1986年（昭和61年）-山村留学事業を開始。
- 2015年（平成27年） - 北相木村450周年を迎える。

## 経済

### 産業
農業
『大日本篤農家名鑑』によれば北相木村の篤農家は「井出花之進、菊池伊太郎、高見澤薫、渡邊百六、山口粂之祐、井出龍之助、木次嘉市郎、菊池市三郎」などがいた。

## 人口
北相木村の人口は年々減少傾向にある。2005年には1000人を割っており、平成25年度の調査では全国で21番目（離島を除くと11番目）に人口の少ない自治体となっている。
| |                                          |  |
| 北相木村と全国の年齢別人口分布（2005年） | 北相木村の年齢・男女別人口分布（2005年） |  |
| ■紫色 ― 北相木村 ■緑色 ― 日本全国 | ■青色 ― 男性 ■赤色 ― 女性                |  |
| 北相木村（に相当する地域）の人口の推移 \| 1970年（昭和45年） \| 1,787人 \| \| \| 1975年（昭和50年） \| 1,584人 \| \| \| 1980年（昭和55年） \| 1,299人 \| \| \| 1985年（昭和60年） \| 1,200人 \| \| \| 1990年（平成2年） \| 1,194人 \| \| \| 1995年（平成7年） \| 1,148人 \| \| \| 2000年（平成12年） \| 1,025人 \| \| \| 2005年（平成17年） \| 942人 \| \| \| 2010年（平成22年） \| 842人 \| \| \| 2015年（平成27年） \| 774人 \| \| \| 2020年（令和2年） \| 752人 \| \| |                                          |  |
| 総務省統計局 国勢調査より |                                          |  |
| 1970年（昭和45年） | 1,787人                                  |  |
| 1975年（昭和50年） | 1,584人                                  |  |
| 1980年（昭和55年） | 1,299人                                  |  |
| 1985年（昭和60年） | 1,200人                                  |  |
| 1990年（平成2年） | 1,194人                                  |  |
| 1995年（平成7年） | 1,148人                                  |  |
| 2000年（平成12年） | 1,025人                                  |  |
| 2005年（平成17年） | 942人                                    |  |
| 2010年（平成22年） | 842人                                    |  |
| 2015年（平成27年） | 774人                                    |  |
| 2020年（令和2年） | 752人                                    |  |

## 行政
- 村長：井出利秋（2021年5月20日就任）

### 政策
- 山村留学事業

北相木村の独自の政策として山村留学事業が挙げられる。1989年に一般社団法人育てる会と連携して事業を開始し、現在は村単独で運営を行っている。

## 議会

### 村議会
- 議長：髙見澤一好
- 議員定数：8人
- 議員任期：2021年5月1日 - 2025年4月30日

### 長野県議会（南佐久郡選挙区）
- 定数：1人
- 任期：2019年（平成31年）4月30日 － 2023年（令和5年）4月29日
- 依田明善（無所属）

### 衆議院
- 選挙区：長野3区（上田市、小諸市、佐久市、千曲市、東御市、南佐久郡、北佐久郡、小県郡、埴科郡）
- 任期：2021年10月31日 - 2025年10月30日
- 投票日：2021年10月31日
- 当日有権者数：399,168人
- 投票率：59.32％

| 当落 | 候補者名 | 年齢 | 所属党派                            | 新旧別 | 得票数    | 重複 |
| ---- | -------- | ---- | ----------------------------------- | ------ | --------- | ---- |
| 当   | 井出庸生 | 43   | 自由民主党                          | 前     | 120,023票 | ○    |
| 比当 | 神津健   | 44   | 立憲民主党                          | 新     | 109,179票 | ○    |
|      | 池高生   | 53   | NHKと裁判してる党弁護士法72条違反で | 新     | 3,722票   | ○    |

## 村のシンボル
- 村花は石楠花、村木はカラマツ、村鳥はやまどりである。

## 教育
- 北相木村立北相木小学校　
村内唯一の小学校。花まる学習会と提携した授業を展開している。
- 小海町北相木村南相木村中学校組合立小海中学校
村に中学校はなく、隣接する小海町、南相木村とともに中学校組合（一部事務組合）を作り、村の中学生のほとんどは小海町にある組合立小海中学校に通学している。なお、当校は長野県において一番長い校名である。

## 福祉
- 北相木村保育所

村内唯一の保育所で定員は30人である。
- 北相木村老人福祉複合センター「みどり」

デイサービスや宿泊型支援などといった介護を受けることができる。
- 老人福祉センターにしまる荘

村民であれば無料で利用することができる公共浴場が設けられている。また、佐久東洋医学研究所（佐久総合病院）から
毎週月・火・水曜日に医師が派遣され、鍼灸施術を行っている。
- 北相木村民交流スポーツセンター　グリーンドーム

村営のスポーツ施設で体育館やグラウンド、マレットゴルフ場、トレーニングルームなどが設置されている。

## 交通

### 鉄道
村内に鉄道路線は走っていない。最寄駅は、JR東日本小海線の小海駅。村への路線バスも小海駅に発着する。

### 道路

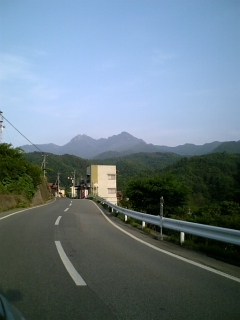
県道124号より御座山を望む

- 長野県道2号川上佐久線
- 長野県道124号上野小海線

### 村営バス
- 北相木村営バス
  - 佐久総合病院小海分院・小海駅 - 栃原 - 宮ノ平 - 山口公民館 - 三寸木

村内に民間路線バスはなく、村営バスが小海駅と村を結んで運行している。2023年4月1日現在、小海 - 北相木村間は平日・土曜日9往復、日祝日4往復が運行されている。小海分院は一部の便のみの乗り入れである。ほかに山口車庫（山口公民館） - 三寸木間に区間便がある。

## 通信

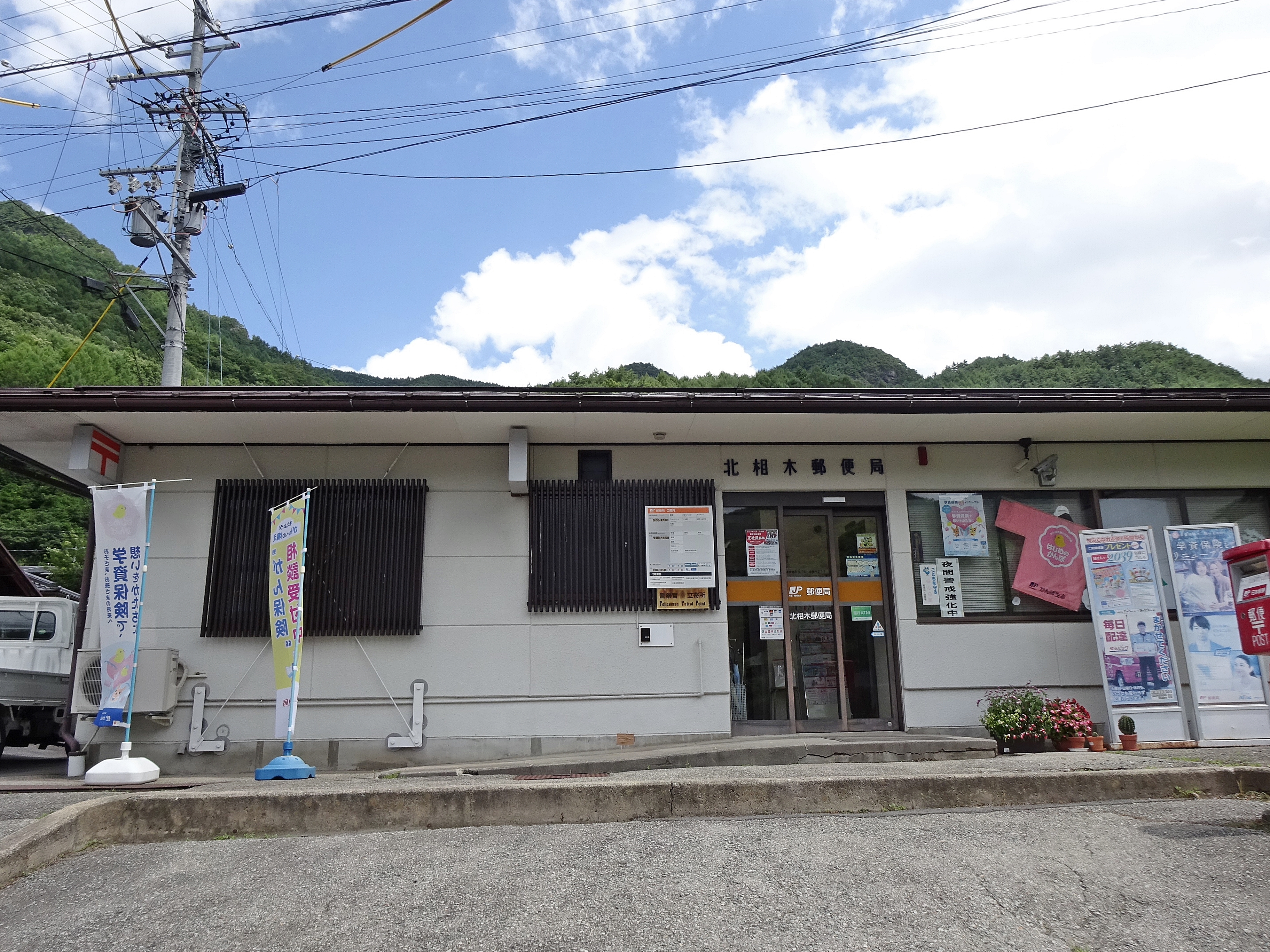
北相木村郵便局

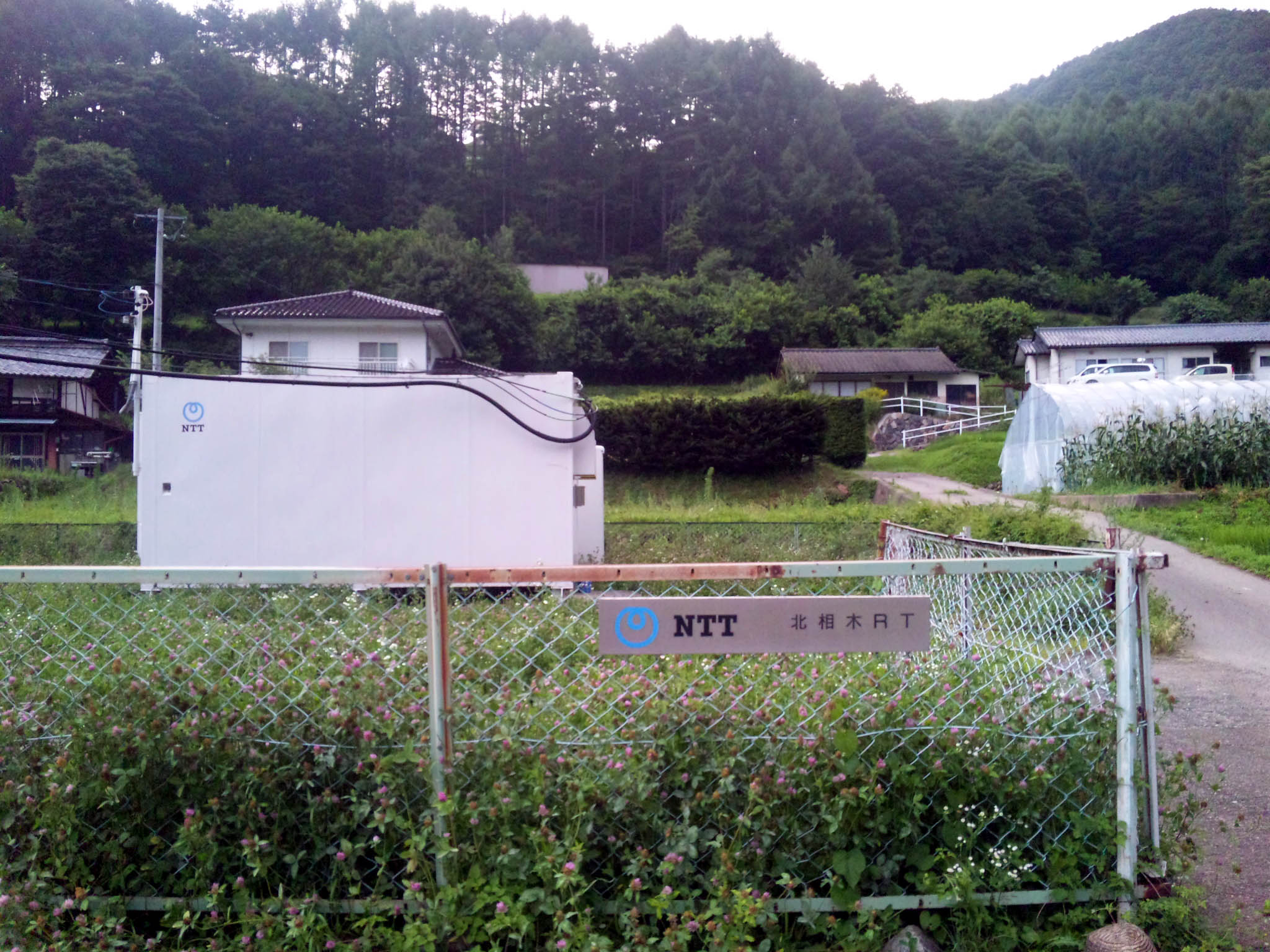
無人電話局

- 村内には北相木郵便局があるが、集配業務を行なっておらず、村内の郵便物は南相木村の南相木郵便局が行なっている。

## 観光施設・スポット

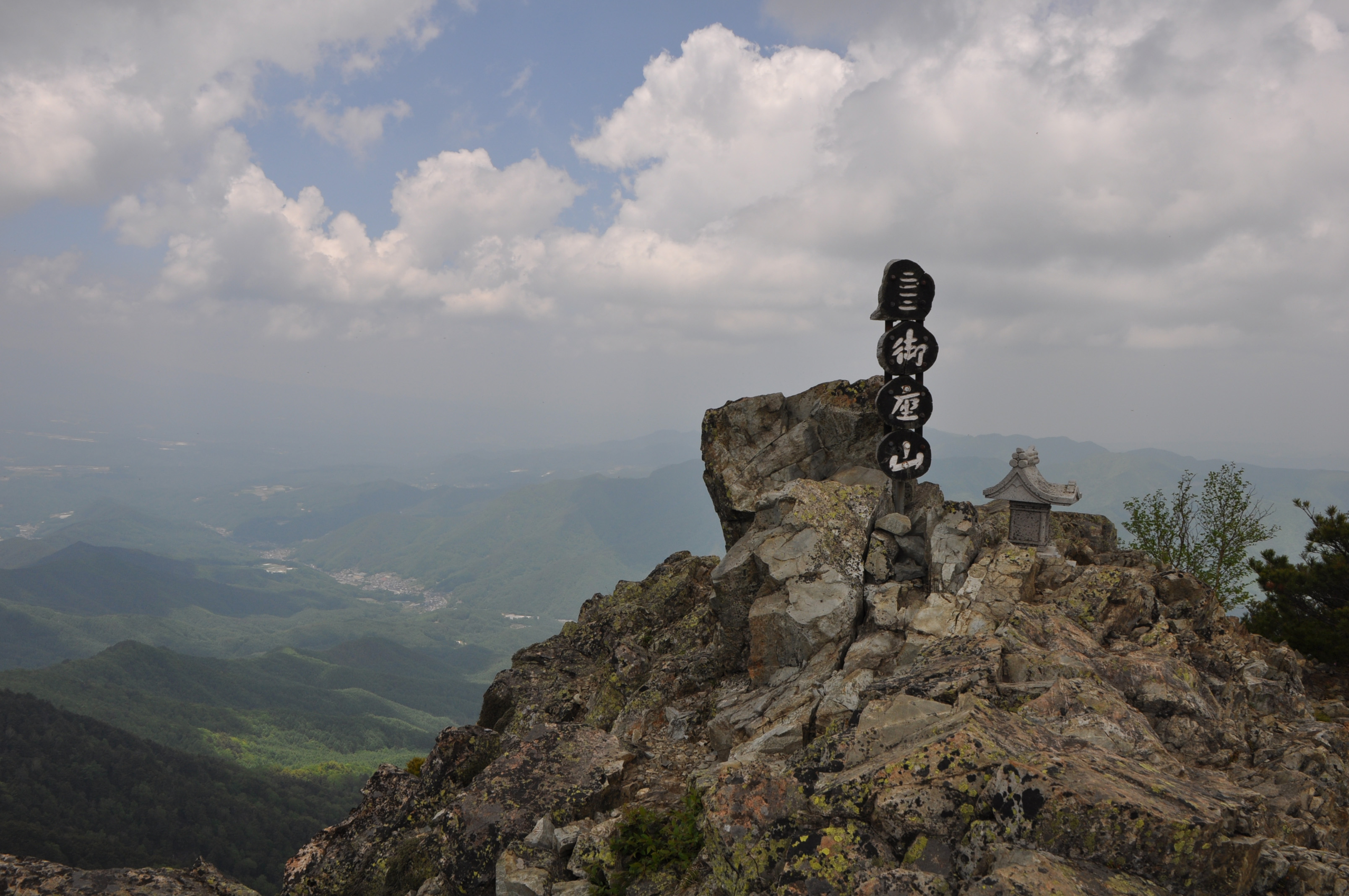
御座山

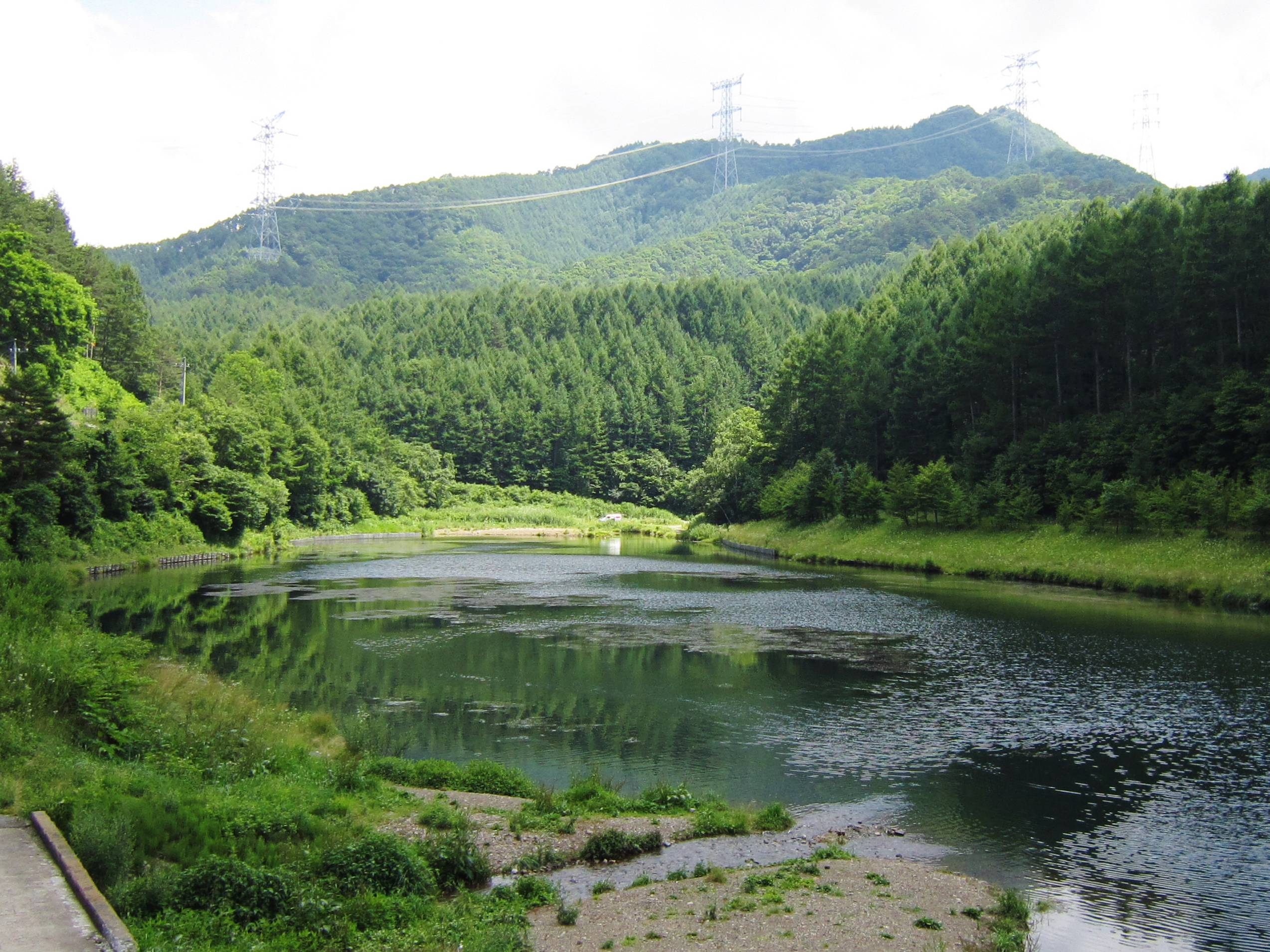
加和志湖

- 栃原岩陰遺跡
- 北相木村考古博物館

栃原岩陰遺跡の紹介を行っている役場隣接の博物館である。
- 三滝山・三滝

禅宗の大禅僧都により開山された信仰の山で多くの石仏が建てられている。山内に存在する大禅の滝・小禅の滝・浅間の滝を称して三滝と呼ばれている。冬季になると滝が凍り大氷柱を見ることができる。
- 長者の森

上野村方に立地する野外活動施設。コテージ、ロッジをはじめとするキャンプ施設やテニスコート、マレットゴルフ場などといったスポーツ施設、野外ステージ等を備えている。
- 御座山

北相木村と南相木村をまたがる標高2112メートルの山。関東山地に属し日本二百名山のひとつである。北相木村側からは山口、白岩、長者の森からそれぞれ３つの登山道が存在する。
- ぶどう峠

群馬県上野村の境に存在する峠で同村から上野村に抜けることができる。複雑な地形と比較的にアクセスがよいことからツーリングやバイクのルートとして人気がある。なお、冬季は通行止めとなるので注意が必要である。
- ぶどう岳
- 栂峠

## イベント・行事
- 三滝山氷まつり

2月に三滝にて行われるイベント。滝の凍り具合等によっては開催されない年もある。
- 長者の森フェスティバル

長者の森にて8月上旬に行われるイベント。マスのつかみ取りや縁日などが行われる。
- かなんばれ（流し雛）

3月3日に行われる雛祭りのもととなったといわれる行事。村内を流れる相木川に小学生が藁で作った台座の上に雛を載せた参俵と呼ばれるものを流す。
- 栃原獅子舞

村指定民俗文化財に指定される伝統的な奉納の行事。日本古来の獅子舞（鹿舞）の流れをくむとも言われている。